# Pacajus (kommun)
Pacajus är en kommun i Brasilien.   Den ligger i delstaten Ceará, i den östra delen av landet, 1 700 km nordost om huvudstaden Brasília. Antalet invånare är 61 846.
Följande samhällen finns i Pacajus:
- Pacajus

Omgivningarna runt Pacajus är huvudsakligen savann. Runt Pacajus är det ganska tätbefolkat, med 67 invånare per kvadratkilometer.